# Escuela Superior de Economía
La Escuela Superior de Economía (ESE) es un centro de estudios de nivel superior de México, perteneciente al Instituto Politécnico Nacional de la rama de Ciencias Sociales y Administrativas.
Ofrece la carrera de Economía, la cual tiene una duración de cuatro años y medio (9 semestres), se integra por cuatro departamentos académicos: Economía política, Economía financiera y de los negocios, Historia y geopolítica, así como Métodos cuantitativos.     

## Historia

### Antecedentes de la Escuela Superior de Economía
Los estudios de Economía, como una carrera profesional, se explican por las características de la economía mexicana en una época en que se hacía necesaria una planeación adecuada por las condiciones económicas, sociales y políticas del país. Después de los movimientos revolucionarios, México requería de un cambio en la visión económica, ya que se plantearon algunos problemas fundamentales. Así, la carrera de economista se instituyó para dar respuesta a la demanda de personal calificado capaz de realizar el análisis de los problemas económicos del país y proponer recomendaciones para solucionarlos.
En el año de 1929 se creó la carrera de licenciado en Economía en la Universidad Nacional Autónoma de México (iniciado el fomento de dicha carrera por gestión por el economista mexicano Jesús Silva Herzog). En enero de 1933, un grupo de profesores universitarios fundó la "Asociación Procultura Nacional", cuya junta directiva encabezó el licenciado Vicente Lombardo Toledano, siendo su primer fruto la creación, en febrero de ese año, de la Escuela Preparatoria "Gabino Barreda". En enero de 1934 fue transformada en universidad, con el mismo nombre, siendo designado rector el licenciado Vicente Lombardo Toledano. En esta universidad se estableció, también, la carrera de Economía.

### La carrera de Economía en el IPN
En 1937, por acuerdo del presidente de la República, se incorporó dentro de la estructura del Instituto Politécnico Nacional la carrera de Economía. Los estudios de Economía se implantaron en la Escuela Superior de Comercio y Administración que adoptó el nombre de "Escuela Superior de Ciencias Económicas, Administrativas y Sociales" (ESCEAS). La carrera de economista se inició con 17 estudiantes, 12 provenientes de la "Universidad Obrera" y 5 que se habían inscrito en la carrera de contador. La planta docente estuvo integrada por 5 profesores.
Los objetivos establecidos para la carrera fueron:
- Preparar especialistas en funciones técnicas de carácter económico.
- Capacitar a los estudiantes en el planteamiento económico de México.
- Dar los elementos técnicos para atender y corregir las implicaciones de la economía mundial sobre la nación.
- Satisfacer la demanda social de profesionales de la economía.
- Proporcionar a los egresados una preparación social y profesional al servicio de las mayorías nacionales.

### La creación de la Escuela Superior de Economía (ESE)

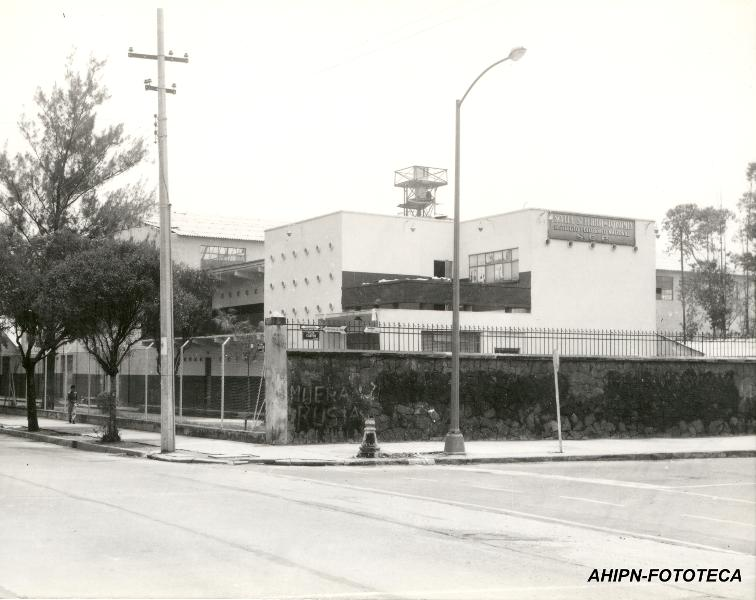
Edificio "El Barco", albergó a la ESE en sus primeros años de escuela independiente.

En 1944, después de siete años de operar como una carrera de las que se estudiaban en la Escuela Superior de Ciencias Económicas, Administrativas y Sociales y como consecuencia de movimientos en los que participaron estudiantes y profesores de la carrera de Economía, se acordó la creación de la Escuela de Economía. Se extendieron los nombramientos de director y subdirector, los cuales recayeron en los licenciados Guillermo Schultz y Gustavo Sandoval López, respectivamente, pero por razones de presupuesto y una reducida población escolar, no se concretó su operación.
También en 1944, un grupo de estudiantes de la carrera de Economía pidió la separación de la Escuela Superior de Ciencias Económicas, Administrativas y Sociales en dos partes: la Escuela de Estudios Económicos y Sociales y la Escuela Superior de Estudios Administrativos, y solicitaron se nombrara un director y la separación del anexo de la escuela para la instalación física del nuevo plantel. En ese año la carrera tuvo 28 estudiantes.
Por varios años se mantuvo vigente la idea de separar la carrera de economista de la Escuela Superior de Ciencias Económicas, Administrativas y Sociales, para que fuera impartida en una Escuela Superior de Economía. El movimiento iniciado por estudiantes y maestros tomo fuerza con la generación de 1950, a la que, posteriormente, se sumaron los integrantes de la generación de 1951. En estas acciones tuvieron una significativa participación, entre otros:
- Los estudiantes de la generación de 1950: Vicente Bertely Silva, María Bousquets de Bertely, Omar Vite Bonilla, Edelmiro Ramiro Castañeda Calderón, Roberto Rivera Salazar, Cuauhtémoc Moreno Jaramillo (autor del escudo de la escuela), Fidel Toriche Durán, Benigno Ramos Gómez, Andrea Flores Pérez, Beatriz y Elvia Martha García Heredia.
- Los estudiantes de la generación de 1951: Benjamín Álvarez Melgoza, Alfredo Jiménez García, María Dolores Huerta Crespo, Armando Tello García, Óscar McSweeney Pérez.
- Los estudiantes de generaciones anteriores a 1950: Aurelio García Sierra, Juan José Ochoa Salazar, Tomás Martínez López, Rafael Montaño Flores, Alfredo Fandiño Gamboa, Máximo Valdivieso, Moisés Carvajal Santamaría, Constantino Belmar Pérez, Graciela Pérez Rodríguez, Urbano Oviedo Cedillo, Felipe González López.

En ese movimiento también participaron algunos egresados de la carrera de economista como Salvador Ruiz Suárez, Alfonso Suárez Cabildo y otros.
Este grupo de estudiantes contó con el apoyo de varios profesores y profesionistas distinguidos, entre los que destacan: Gilberto Loyo, Francisco Zamora, Eugenio Méndez, Rubén Fuentes Delgado, Roberto Robles Martínez, Eduardo Ruiz Castaño, Ricardo Orozco Belmont, Guillermo Villareal Caravantes, Gustavo Sandoval López, Otilio Esperanza y Luis F. Lanz Margalli.
Como fruto de este movimiento, en 1951, después de muchos meses de acciones, siendo director general del Instituto Politécnico Nacional el ingeniero Juan Manuel Ramírez Caraza, se expidió el acuerdo de creación de la Escuela Superior de Economía y se fijó el 7 de mayo de 1952 como fecha de su inauguración. El día previsto, a las 18:00 horas, se llevó a cabo la ceremonia respectiva en el entonces gimnasio del instituto. La declaratoria de inauguración estuvo a cargo del oficial mayor de la Secretaría de Educación Pública, contador público titulado Santiago Fraga Magaña, con la presencia del director general del instituto. El discurso alusivo fue pronunciado por el estudiante Vicente Bertely Silva, secretario general de la Sociedad de Alumnos de la Escuela Superior de Economía.
A la Escuela Superior de Economía se le asignó el local que se encuentra en la esquina de las calles Carpio núm. 1 y Avenida de los Maestros, llamado por muchos años El Barco, e inició sus actividades con unos 60 estudiantes y 25 maestros que cubrían los 5 años de la carrera.

### Algunos hechos relevantes
La Escuela Superior de Economía, como centro de estudios e investigación del Instituto Politécnico Nacional, tiene tres funciones básicas: la enseñanza, la investigación y la difusión de la cultura. Para cumplir con el quehacer académico, durante los periodos normales del ciclo lectivo, se imparten los cursos ordinarios a estudiantes que corresponden al plan de estudios, así como cursos especiales a estudiantes y docentes. Asimismo, se realizan seminarios, conferencias impartidas por especialistas de la materia, exámenes, viajes de prácticas, etc. Dirigidos a profesores, siempre se han impartido cursos y diplomados con temas específicos y, en su gran mayoría, con reconocimiento de validez por parte de la dependencia académica respectiva.

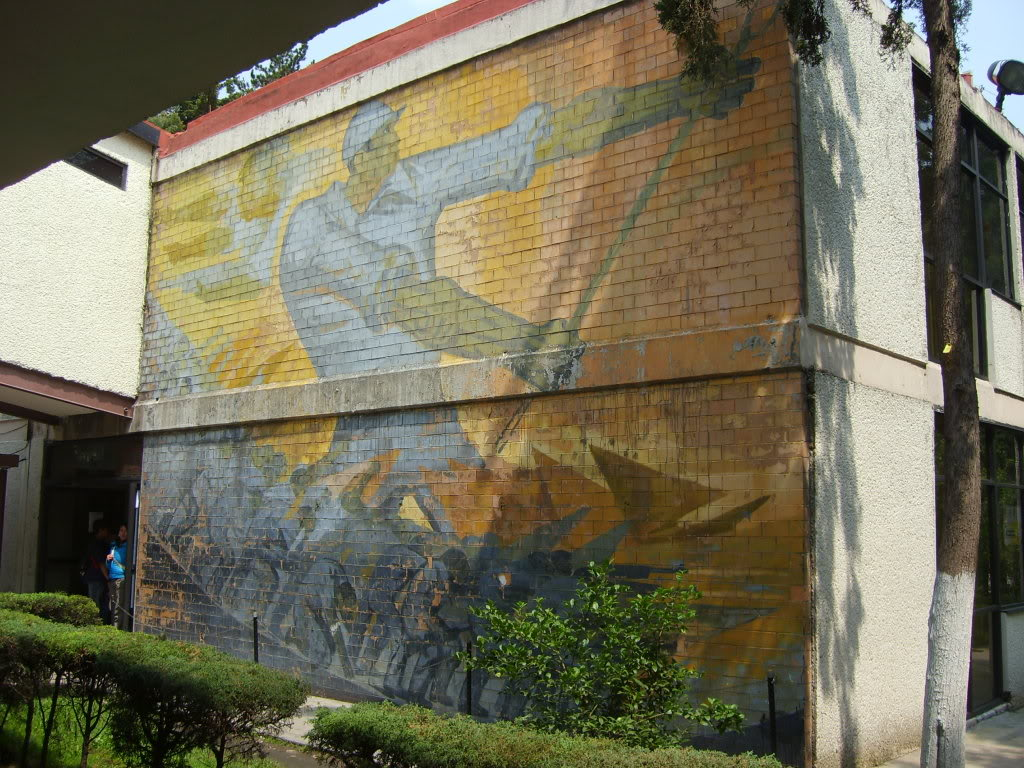
"Armamentismo y Opresión", parte del mural de José Hernández Delgadillo en el edificio B de la ESE.

Aunque haciendo frente a contingencias internas y externas, la Escuela Superior de Economía ha cumplido con su razón de ser como institución educativa, en la medida de sus recursos humanos, materiales y financieros. Siempre ha sabido resolver los problemas que se le han presentado, básicamente, como reflejo de la situación política del país, como la de 1968, por ejemplo. Para alcanzar sus metas ha sido necesario llevar a cabo acciones de diversa índole que le han permitido cubrir una demanda educativa cada vez más exigente, que han dado resultados positivos en cuanto al número y calidad de sus egresados.
En el panorama general destacan los siguientes hechos. En 1954, a dos años del inicio de sus operaciones, se contaba con una biblioteca anexa a la escuela que dependía del Departamento de Bibliotecas de la SEP. Como producto de gestiones realizadas por las autoridades del IPN y de la propia escuela, 12 años más tarde, en 1968 (año de significativos acontecimientos en el país), la biblioteca se integró a la escuela.
La creación del Centro de Investigaciones Económicas ha sido un factor decisivo en la vida académica de la escuela, no sólo para la realización de investigaciones especializadas, sino también como elemento de apoyo a las autoridades, profesores y estudiantes en sus propias responsabilidades: la administración, la cátedra, la asesoría de tesis.
Un tercer aspecto de orgullo lo constituye la revista de la Escuela Superior de Economía. A finales de 1964 nació Economía Política, una publicación trimestral, como un órgano de difusión de la escuela, con el propósito de constituirse en un medio de comunicación de los economistas entre sí y de los economistas con las personas interesadas en las cuestiones económicas. La revista, desde sus inicios, ha sido un medio fundamental de difusión de ideas, aunque, en ocasiones, casi siempre por falta de apoyos, dejó de circular temporalmente. Ahora bien, de cierta manera, en cada época, la revista ha sido un reflejo del quehacer académico y de las inquietudes políticas de cada administración y ha cambiado en varias ocasiones su nombre, su presentación y su orientación: de Economía Política cambió a ESEconomía, a Economía Siglo XXI. Nueva Era y en noviembre de 2002 a Eseconomía, nueva época, con el número 1 correspondiente al otoño de 2002. Con este número se recupera la publicación de la revista que se había suspendido por varios trimestres.
La ESE inició sus operaciones como una escuela vespertina y en 1968 se puso en marcha el turno matutino, con lo que se tiene un mayor aprovechamiento de los recursos, principalmente las instalaciones. En 1968, también para beneficio de estudiantes y docentes, se estableció el sistema de cursos semestrales y, posteriormente, en 1972 se ampliaron a 6 las opciones de titulación:
- Tesis tradicional
- Tesis colectiva (dos o más pasantes)
- Tesis memoria
- Examen por áreas básicas
- Escolaridad (promedio de calificación superior a 9)
- Cursar dos semestres de una maestría

Un paso de gran significado para el futuro de la actividad académica de la ESE fue la creación de la Sección de Graduados e Investigación Científica y Tecnológica, con la puesta en operación, primero de la maestría en Economía Industrial, en 1970, y posteriormente otros estudios de posgrado: en 1973 la maestría de Comercio internacional, y en 1974 la maestría en Desarrollo Económico y la aprobación por parte de la SEP del programa de doctorado en Ciencias Económicas. En la Sección de Graduados se inauguró, en 1984, el Proyecto Interdisciplinario de Medio Ambiente y Desarrollo Integrado (PIMADI), resultado de un convenio entre el IPN y la Universidad de Sorbona, París III. Operó por varios años como un programa más de posgrado en la ESE, pero luego fue cambiando a la Escuela Superior de Ingeniería y Arquitectura (ESIA), y actualmente funciona como el Centro Interdisciplinario de Investigaciones y Estudios del Medio Ambiente y Desarrollo (CIIEMAD).

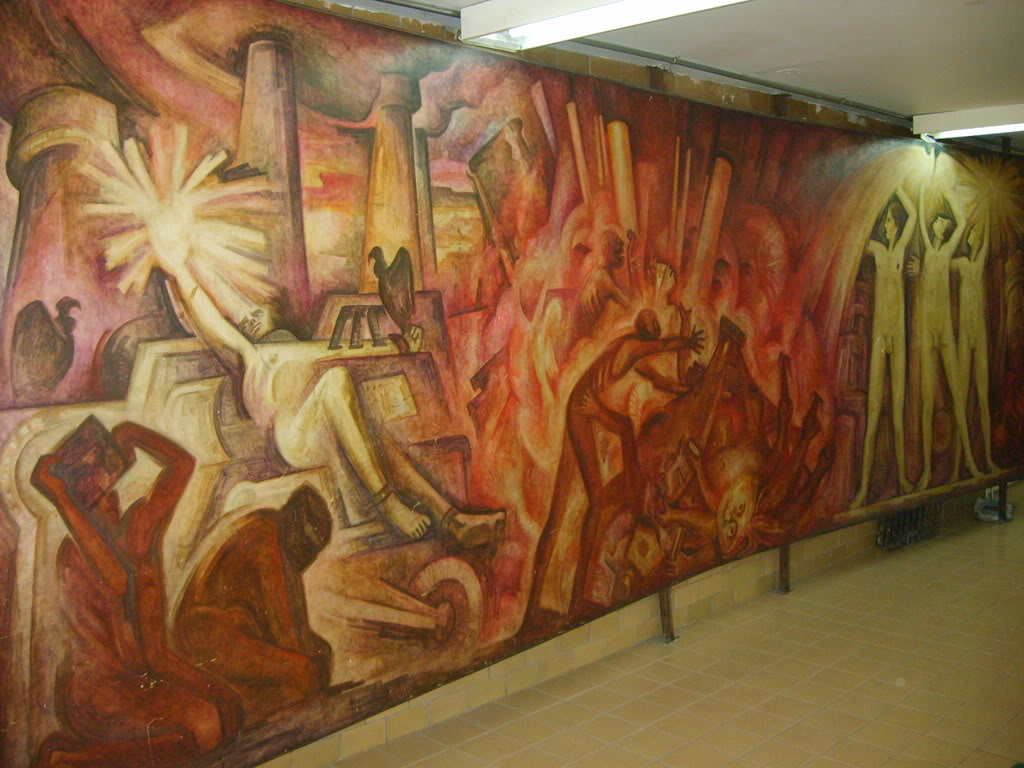
Mural de Gilberto Ramírez en el edificio D de la ESE.

En 1985 empezó a funcionar el doctorado en Ciencias Económicas y en 1989 la maestría en ciencias con especialidad en Econometría.
A fin de proporcionar a los estudiantes la oportunidad de realizar sus estudios de economía a su ritmo -no mayor o menor tiempo que los cinco estipulados para la carrera de economía- y sin la obligación de asistir a clase de manera ordinaria, se estableció la modalidad de educación no presencial. En febrero de 1973 se creó la División de Estudios por Sistemas Abiertos que constituía un sistema de acreditación flexible. De esta modalidad egresaron varios economistas distinguidos. Al año siguiente se creó el Sistema Abierto de Enseñanza.
Por motivos de crecimiento, la ESE se ha visto obligada a llevar a cabo algunos cambios en su estructura administrativa y académica. La escuela trabajó con una sola subdirección desde 1955, cuando fue nombrado el primer subdirector, hasta 1974, año en que, por razones de un crecimiento significativo de la población escolar se requería una mejor atención tanto en asuntos técnicos como administrativos, se fundó la subdirección técnica, lo que implicó una nueva distribución de funciones para la subdirección administrativa. En 1970 se creó la subdirección escolar y se hizo necesaria una nueva distribución de funciones. Las tres subdirecciones han cambiado de nombre y de campos de acción, de acuerdo con las necesidades de desarrollo de la escuela. Así, desde el 6 de agosto de 2001, por disposición de las autoridades superiores del instituto, la subdirección técnica cambió su nombre a subdirección de extensión y apoyo académico. De este modo, actualmente se tienen las siguientes subdirecciones: Académica, Extensión y apoyo académico y la administrativa.
Varios egresados de la ESE han ocupado cargos importantes en la Administración Pública de México, destacando el Dr. Ernesto Zedillo Ponce de León quien ocupó la Presidencia de la República de diciembre de 1994 a diciembre del 2000.
En 2014 se encontraron espíritus chocarreros con residencia en el edificio de la Biblioteca.

## Licenciatura

### ¿Qué es un economista?
Es un profesional dotado de habilidades que le permiten entender, explicar y resolver de manera sistemática los problemas económicos resultado de la interacción de los individuos y las instituciones en la búsqueda de la satisfacción personal y colectiva en un marco histórico y cultural determinado. 

### ¿Cuál es el objetivo de la carrera?
El propósito fundamental de la ESE es formar profesionales, con altos niveles de conocimientos teóricos, de manejo de técnicas y de instrumentos de la disciplina para ofrecer alternativas de solución a los principales problemas económicos que enfrenta nuestro país. 

### Licenciatura en Economía
La carrera se integra por 9 semestres y desde el año 2011 entró en vigor el nuevo plan de estudios; detalles en www.ese.ipn.mx

## Planes de estudio
Al dar principio sus actividades académicas en mayo de 1952, la ESE utilizó el plan de estudios aprobado para la carrera de economista en la ESCA, y se mantuvo en vigor hasta 1952. El primer plan de estudios de la ya independiente ESE se aplicó de 1953 a 1959; el número de materias obligatorias aumentó, con respecto al plan de estudios anterior, de 28 a 32 y el de optativas de cuatro a cinco. Se cursaban seis materias en cada uno de los tres primeros años y siete en cuarto y quinto años.
El segundo plan de estudios de la ESE operó de 1960 a 1965. Se estableció la disposición de revisar y actualizar los planes de estudio cada cinco años. El tercer plan tuvo vigencia de 1966 a 1977. En él fue medular el refuerzo de las materias básicas: teoría económica y matemática. El plan comprendía 36 materias, dos de ellas optativas, a escoger de seis.
En 1968, sin cambio en los programas ni en el plan de estudios, se instituyeron los cursos semestrales (diez semestres) y se ampliaron a cinco horas semanales de clase por asignatura, con el propósito de enriquecer los conocimientos a impartir. Solamente los cursos de Teoría económica y Matemática aplicadas se mantuvieron anuales.
El cuarto plan de estudios de la ESE entró en vigor en 1977; comprendía estudios intensivos en áreas tales como desarrollo y planeación, economía política, economía de la producción, política económica y cuestión agraria. Este plan tuvo una prolongada vigencia y no se le hizo reforma alguna en 14 años, no obstante los avances de la ciencia económica y los métodos de enseñanza.
En 1991 entró en vigor el quinto plan de estudios. comprendía 43 materias obligatorias, distribuidas en 8 semestres y, a partir del noveno semestre, se dio a elegir al estudiante entre ocho opciones de especialización profesional, que se cursaban de manera adicional y obligatoria en los últimos dos semestres. Este plan es obligatorio para los estudiantes que iniciaron la carrera en 1991, hasta su terminación. 

## Símbolos

### Escudo y lema de la ESE
La ESE inició oficialmente sus actividades académicas el 7 de mayo de 1952, y cinco meses más tarde fue convocado un concurso para adoptar un escudo que fuera representativo de su papel como centro de estudios superiores en el desarrollo económico de México.
La convocatoria respectiva fue elaborada por el Primer Comité Ejecutivo de la Sociedad de Alumnos; firmada por el entonces director de la escuela, licenciado e ingeniero Rolfo Ortega Mata, y publicada el 20 de octubre de 1952. En dicha convocatoria se indicaba que en la elaboración del proyecto era requisito cumplir con ciertas características:
- Simbolizar la economía en cuanto a sus aplicaciones a la producción y específicamente en la agricultura, en la industria, en las finanzas, y mostrando al mismo tiempo los cuatro factores de la producción: naturaleza, trabajo del hombre, capital y organización.

- Indicar el anhelo de la humanidad por mejorar sus condiciones de bienestar colectivo.

Se presentaron varios proyectos, y de los tres finalistas fue seleccionado el proyecto del estudiante Cuauhtémoc Moreno Jaramillo. Los otros dos finalistas fueron Omar Vite Bonilla y Óscar McSweeney Pérez.
Debido a que, durante el transcurso de los años, desde 1952 se dieron a conocer diversas versiones del escudo con ligeras variaciones en sus elementos y colores, el 29 de junio de 2000 se sometió a consideración del CTCE de la escuela una versión para que, una vez aprobada, fuera la que se usara en el futuro. Asimismo, el maestro decano Edelmiro R. Castañeda calderón propuso, en esta fecha, el lema de la escuela: "Templanza, lealtad y sabiduría", lo cual está simbolizado por el color azul claro que envuelve el fondo blanco del escudo y sirve de marco a los símbolos ahí expresados.

### Descripción del escudo de la Escuela Superior de Economía

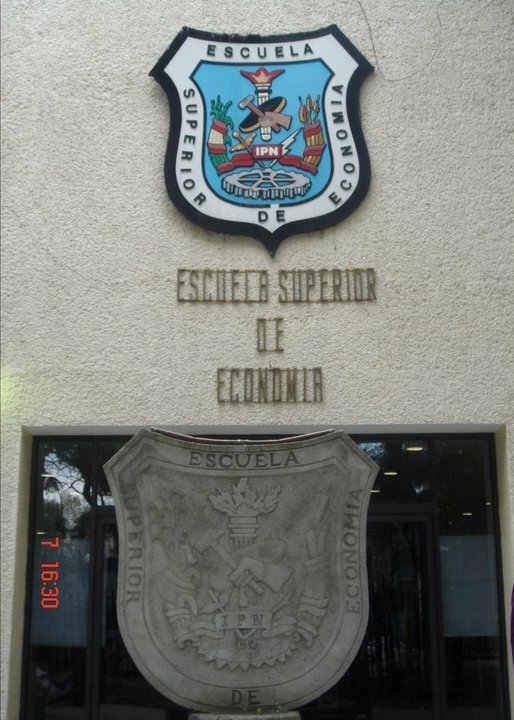
Escudos de la ESE en la fachada del centro educativo.

1. Una rueda dentada de color gris que descansa al pie del escudo, simbolizando la Industria.
2. Mazorcas y espigas de trigo en color amarillo con hojas verdes, como elementos de la naturaleza, representan la Agricultura.
3. Un rayo color rojo, simboliza los Energéticos.
4. El caduceo dorado, varita alada refiere al Comercio.
5. En color café claro la mano derecha, empuñando un martillo gris, representando el trabajo del hombre.
6. La moneda como factor capital y economía financiera, en dorado.
7. El listón que envuelve a las mazorcas, espigas, caduceo y al rayo, en color guinda y blanco, sirve de fondo contrastando con las siglas IPN y representa a la organización de la Institución.
8. La antorcha azul, con lenguas de fuego desplegadas en tres direcciones en color rojo y amarillo dando el efecto de movimiento, en la cúspide de los símbolos, representa el anhelo de la humanidad por mejorar las condiciones del bienestar colectivo.
9. Todos los símbolos están sobre fondo blanco, enmarcados por una franja de color azul claro con orillas azul obscuro que simboliza el Acero, la Templanza, la Lealtad y la Sabiduría.
10. En color negro sobre la franja azul: "Escuela Superior de Economía"

### Estudiantes
A través de la historia de la Escuela Superior de Economía la actividad estudiantil ha tomado gran fuerza en distintos años y sucesos de la historia social que transformaron a México. Tal es el caso del movimiento estudiantil de 1968 resultado de una serie de eventos en toda la república mexicana en el periodo presidencial de Gustavo Díaz Ordaz así como los hechos de Jueves de Corpus de 1971 sobre la Av. de los Maestros y la Calzada México-Tacuba que terminaron en tragedia por la intervención del grupo de choque Los Halcones en el periodo presidencial de Luis Echeverría.
Revisar esta parte de la historia estudiantil de la ESE resulta muy importante pues la escuela tomó varios papeles centrales en la organización y desarrollo de los eventos tanto dentro del Casco de Santo Tomás como fuera de este en Zacatenco y en todo el Distrito Federal, esto por el carácter social de la carrera, además del Centro Interdisciplinario de Ciencias Sociales, la ESE es la única escuela que imparte una visión social amplia sobre el sistema que rige a México.

### Directores[2]
| Director                                | Periodo                |
| --------------------------------------- | ---------------------- |
| Armando Cuspinera                       | 1924-1967              |
| Antonio Luis Ross Anzures (provisional) | 1952                   |
| Rolfo Ortega Maya                       | 1952-1954              |
| Guillermo Villareal Caravantes          | 1954-1957              |
| Ricardo Orozco Belmont                  | 1957-1960              |
| Jorge Espinosa de los Reyes             | 1960-1963              |
| Jorge de la Vega Domínguez              | 1963-1964              |
| José Luis Félix López                   | 1964-1971              |
| César Santomé Figueroa                  | 1971-1974              |
| Cuauhtémoc de Anda Gutiérrez            | 1974-1977              |
| Francisco Cárdenas Cuevas               | 1977-1979              |
| Jesús Félix Gámez                       | 1979-1980              |
| Mario Coria Salas                       | 1980-1983              |
| José Ávila Meza                         | 1983-1986              |
| Salvador Ruiz Suárez (decano)           | 1986-1986              |
| Benito Reyes Gutiérrez                  | 1986-1989              |
| Miguel Ángel Correa Jasso               | 1989-1995              |
| Pablo González Rosas                    | 1995-1998              |
| Arturo E. Velázquez González            | 1998-2001              |
| Ricardo G. Acosta Reyes                 | 2001-2004              |
| Mario A. Durán Saldívar                 | 2004-2007              |
| Horacio Sánchez Bárcenas                | 2007 - 2014            |
| Filiberto Cipriano Marín                | 2015 - 2017            |
| Margarita Aguilar Santos                | 2017 - 2021            |
| Manuel Francisco Ortega Hernández       | 2021 - 2024            |
| Salvador Monroy Saldívar                | 2024 - 2027 (presente) |

## Egresados célebres
- Doctor Ernesto Zedillo Ponce de León, Presidente de México (1994-2000).
- Licenciado José Manuel del Río Virgen Diputado Federal (2000-2003). (2006-2009). Presidente Municipal de Tecolutla. Comisionado Nacional de  Movimiento Ciudadano.
- Maestro Sergio Beníto Osorio, jefe de Proyecto de la Oficina de Asesores del Presidente de la República (1980-82), como representante para las Negociaciones de México en el GATT (Ginebra, 1987-91). Militante del PRD.
- Sergio Raimond-Kedilhac Navarro, director general del Instituto Panamericano de Alta Dirección de Empresa (IPADE) por 22 años y rector de la Universidad Panamericana (UP) y del IPADE por tres años, respectivamente. La escuela de negocios está reconocida internacionalmente entre las mejores del mundo. Fue director fundador de la Escuela de Economía de la Universidad Panamericana (UP).
- Néstor Duch Gary, Director de Geografía del Instituto Nacional de Estadística y Geografía 1983-1992.
- Miguel Ángel Correa Jasso, director del Instituto Politécnico Nacional de 2000 a 2003
- José Guadalupe Osuna Millán, miembro del Partido Acción Nacional, ha desempeñado los cargos de presidente municipal de Tijuana y diputado federal. Fue gobernador de Baja California.
- Ernesto Estrada González, comisionado del Instituto Federal de Telecomunicaciones 2013-2017.
- Jaime Francisco Hernández Martínez, director general de la Comisión Federal de Electricidad 2016-2018.
- Eduardo Martínez Chombo, comisionado de la Comisión Federal de Competencia Económica 2013-2021.